# Dave Robicheaux
Pour les articles homonymes, voir Robicheaux.
Dave Robicheaux est un personnage fictif créé par l’écrivain américain James Lee Burke et héros de plusieurs romans policiers.

## Biographie fictive
Quand il était inspecteur à la police criminelle de La Nouvelle-Orléans, Robicheaux enfreignait régulièrement la déontologie policière au cours de ses enquêtes – apparemment sans répercussions sur sa carrière. Après sa démission de la police de La Nouvelle-Orléans, il devient propriétaire d'une boutique de location de bateaux et de vente d'appâts à La Nouvelle-Ibérie, en Louisiane, et à pour employé un Noir, Batist, qui lui est un soutien indéfectible. Bien que méfiant à l'égard du système judiciaire américain, il se laisse parfois convaincre d'exercer à présent ses talents d'enquêteur en tant que shérif adjoint du Comté dès lors qu'il a à cœur de résoudre une affaire pour le bien ou le salut des victimes. Souvent, « il se croit investi d'une mission divine que sa foi lui impose. Cette compassion du héros [...] émerge comme une constante incontournable. Elle s'inscrit [...] dans une certaine logique de l'homme de cette fin du XXe siècle qui, devant la faillite des institutions, pense qu'il est de son devoir de réagir et de ramener un semblant de justice ».  
Robicheaux a un lourd passé psychologique : il a surmonté son alcoolisme, dans lequel il avait sombré à cause de l’expérience traumatisante qu’a été pour lui la guerre du Viêt Nam ; cependant il traverse toujours des phases de dépression assorties de cauchemars, qui se sont aggravées depuis l’assassinat de sa femme Anne Ballard, une assistante sociale (dans Prisonniers du ciel). Il a récemment épousé la veuve d’un mafieux, Bootsie, atteinte d’un lupus. Après l’avoir sauvée de la noyade, il a recueilli une orpheline salvadorienne, Alafair (le nom de la propre fille de Burke), et l’a adoptée. Clete Purcell en est l'ami fidèle, son miroir caricatural.
Son arme de service est un pistolet Colt M1911A1 ramené du Vietnam. Il utilise aussi un fusil à pompe Remington 870.

## SérieDave Robicheaux

### Romans
1. The Neon Rain (1987) Publié en français sous le titre Légitime Défense, traduction de Joëlle Girardin, Paris, Gérard de Villiers, Polar U.S.A., 1988 Publié en français dans une nouvelle traduction intégrale sous le titre La Pluie de néon, traduction de Freddy Michalski, Paris, Payot & Rivages, coll. « Rivages/Thriller », 1996 ; réédition Paris, Rivages/Noir no 339, 1999
2. Heaven's Prisoners (1988) Publié en français sous le titre Prisonniers du ciel, traduction de Freddy Michalski, Paris, Payot & Rivages, coll. « Rivages/Thriller », 1991 ; réédition Paris, Payot & Rivages, coll. « Rivages/Noir » no 132, 1992
3. Black Cherry Blues (1989) Publié en français sous le titre Black Cherry Blues, traduction de Freddy Michalski, Paris, Payot & Rivages, coll. « Rivages/Thriller », 1992 ; réédition Paris, Payot & Rivages, coll. « Rivages/Noir » no 159, 1993
4. A Morning for Flamingos (1990) Publié en français sous le titre Une saison pour la peur, traduction de Freddy Michalski, Paris, Payot & Rivages, coll. « Rivages/Thriller », 1992 ; réédition Paris, Payot & Rivages, coll. « Rivages/Noir » no 238, 1996
5. A Stained White Radiance (1992) Publié en français sous le titre Une tache sur l'éternité, traduction de Freddy Michalski, Paris, Payot & Rivages, coll. « Rivages/Thriller », 1994 ; réédition Paris, Payot & Rivages, coll. « Rivages/Noir » no 293, 1998
6. In the Electric Mist with Confederate Dead (1993) Publié en français sous le titre Dans la brume électrique avec les morts confédérés, traduction de Freddy Michalski, Paris, Payot & Rivages, coll. « Rivages/Thriller », 1994 ; réédition Paris, Payot & Rivages, coll. « Rivages/Noir » no 314, 1999
7. Dixie City Jam (1994) Publié en français sous le titre Dixie City, traduction de Freddy Michalski, Paris, Payot & Rivages, coll. « Rivages/Thriller », 1996 ; réédition Paris, Payot & Rivages, coll. « Rivages/Noir » no 371, 2000
8. Burning Angel (1995) Publié en français sous le titre Le Brasier de l'ange, traduction de Freddy Michalski, Paris, Payot & Rivages, coll. « Rivages/Thriller », 1998 ; réédition Paris, Payot & Rivages, coll. « Rivages/Noir » no 420, 2002
9. Cadillac Jukebox (1996) Publié en français sous le titre Cadillac Jukebox, traduction de Freddy Michalski, Paris, Payot & Rivages, coll. « Rivages/Thriller », 1999 ; réédition Paris, Payot & Rivages, coll. « Rivages/Noir » no 462, 2003
10. Sunset Limited (1998) Publié en français sous le titre Sunset Limited, traduction de Freddy Michalski, Paris, Payot & Rivages, coll. « Rivages/Thriller », 2002 ; réédition Paris, Payot & Rivages, coll. « Rivages/Noir » no 551, 2005
11. Purple Cane Road (2000) Publié en français sous le titre Purple Cane Road, traduction de Freddy Michalski, Paris, Payot & Rivages, coll. « Rivages/Thriller », 2005 ; réédition Paris, Payot & Rivages, coll. « Rivages/Noir » no 638, 2007
12. Jolie Blon's Bounce (2002) Publié en français sous le titre Jolie Blon's Bounce, traduction de Freddy Michalski, Paris, Payot & Rivages, coll. « Rivages/Thriller », 2006 ; réédition Paris, Payot & Rivages, coll. « Rivages/Noir » no 739, 2009
13. Last Car to Elysian Fields (2003) Publié en français sous le titre Dernier Tramway pour les Champs-Élysées, traduction de Freddy Michalski, Paris, Payot & Rivages, coll. « Rivages/Thriller », 2008 ; réédition Paris, Payot & Rivages, coll. « Rivages/Noir » no 820, 2011
14. Crusader's Cross (2005) Publié en français sous le titre L'Emblème du croisé, traduction de Patricia Christian, Paris, Payot & Rivages, coll. « Rivages/Thriller », 2009 ; réédition Paris, Payot & Rivages, coll. « Rivages/Noir » no 857, 2012
15. Pegasus Descending (2006) Publié en français sous le titre La Descente de Pégase, traduction de Patricia Christian, Paris, Payot & Rivages, coll. « Rivages/Thriller », 2010 ; réédition Paris, Payot & Rivages, coll. « Rivages/Noir » no 912, 2013
16. The Tin Roof Blowdown (2007) Publié en français sous le titre La Nuit la plus longue, traduction de Christophe Mercier, Paris, Payot & Rivages, coll. « Rivages/Thriller », 2011 ; réédition Paris, Payot & Rivages, coll. « Rivages/Noir » no 913, 2013
17. Swan Peak (2008) Publié en français sous le titre Swan Peak, traduction de Christophe Mercier, Paris, Payot & Rivages, coll. « Rivages/Thriller », 2012 ; réédition Paris, Payot & Rivages, coll. « Rivages/Noir » no 950, 2014
18. The Glass Rainbow (2010) Publié en français sous le titre L'Ar-en-ciel de verre, traduction de Freddy Michalski, Paris, Payot & Rivages, coll. « Rivages/Thriller », 2013 ; réédition, Paris, Payot & Rivages, coll. « Rivages/Noir » no 992, 2015
19. Creole Belle (2012) Publié en français sous le titre Creole Belle, traduction de Christophe Mercier, Paris, Payot & Rivages, coll. « Rivages/Thriller », 2014 ; réédition, Paris, Payot & Rivages, coll. « Rivages/Noir » no 1006, 2016
20. Light of the World (2013) Publié en français sous le titre Lumière du monde, traduction de Christophe Mercier, Paris, Payot & Rivages, coll. « Rivages/Thriller », 2016 ; réédition, Paris, Payot & Rivages, coll. « Rivages/Noir » no 1053, 2017
21. Robicheaux (2018) Publié en français sous le titre Robicheaux, traduction de Christophe Mercier, Paris, Payot & Rivages, coll. « Rivages/Thriller », 2019 ; réédition, Paris, Payot & Rivages, coll. « Rivages/Noir », 2020
22. The New Iberia Blues (2019) Publié en français sous le titre New Iberia Blues, traduction de Christophe Mercier, Paris, Payot & Rivages, coll. « Rivages/Thriller », 2020 ; réédition, Paris, Payot & Rivages, coll. « Rivages/Noir », 2021
23. A Private Cathedral (2020) Publié en français sous le titre Une cathédrale à soi, traduction de Christophe Mercier, Paris, Payot & Rivages, coll. « Rivages/Thriller », 2021 ; réédition, Paris, Payot & Rivages, coll. « Rivages/Noir », 2023
24. Clete (2024) Publié en français sous le titre Clete, traduction de Christophe Mercier, Paris, Payot & Rivages, coll. « Rivages/Thriller », 2025

## Adaptations au cinéma
- 1996 : Vengeance froide (Heaven's Prisoners), film américain réalisé par Phil Joanou d'après le roman Prisonniers du ciel, avec Alec Baldwin, Kelly Lynch, Teri Hatcher et Eric Roberts.
- 2008 : Dans la brume électrique (In the Electric Mist), film franco-américain réalisé par Bertrand Tavernier d'après le roman Dans la brume électrique avec les morts confédérés, avec Tommy Lee Jones, John Goodman, Peter Sarsgaard et Mary Steenburgen.

### Bandes dessinées
- Prisonniers du ciel, Casterman collection « Rivages/Noir », 2010
Scénario : Claire Le Luhern - Dessin : Marcelino Truong

## Sources
- Claude Mesplède (dir.), Dictionnaire des littératures policières, vol. 2 : J - Z, Nantes, Joseph K, coll. « Temps noir », 2007, 1086 p. (ISBN 978-2-910-68645-1, OCLC 315873361), p. 659-660.